# یواس‌اس کولاهان (دی‌دی-۶۵۸)
یواس‌اس کولاهان (دی‌دی-۶۵۸) (به انگلیسی: USS Colahan (DD-658)) یک کشتی بود که طول آن ۱۱۴٫۷ متر (۳۷۶ فوت) بود. این کشتی در سال ۱۹۴۳ ساخته شد.